# Niederalteich
Niederalteich – miejscowość i gmina w Niemczech, w kraju związkowym Bawaria, w rejencji Dolna Bawaria, w regionie Donau-Wald, w powiecie Deggendorf. Leży około 10 km na południowy wschód od Deggendorfu, nad Dunajem, przy autostradzie A3 i drodze B533.
W gminie znajduje się założone w roku 741 opactwo Niederalteich, obecnie w stylu barokowym po przebudowie w latach 1700-1739.

## Demografia
Dane o ludności z 31 grudnia 2008:
| Opis                                | Ogółem | Ogółem | Kobiety | Kobiety | Mężczyźni | Mężczyźni |
| ----------------------------------- | ------ | ------ | ------- | ------- | --------- | --------- |
| Jednostka                           | osób   | %      | osób    | %       | osób      | %         |
| Populacja                           | 1923   | 100    | 934     | 48,57   | 989       | 51,43     |
| Wiek przedprodukcyjny (0–17 lat)    | 384    | 19,97  | 182     | 9,46    | 202       | 10,5      |
| Wiek produkcyjny (18–65 lat)        | 1241   | 64,53  | 579     | 30,11   | 662       | 34,43     |
| Wiek poprodukcyjny (powyżej 65 lat) | 298    | 15,5   | 173     | 9       | 125       | 6,5       |

## Polityka
Wójtem jest Josef Thalhammer. Rada gminy składa się z 12 osób.
|      | CSU | SPD | UWG | NBG/ödp | Razem |
| 2008 | 3   | 2   | 3   | 4       | 12    |
| 2002 | 4   | 3   | 2   | 3       | 12    |

## Współpraca
Miejscowości partnerskie:
- Bakonybél, Węgry
- Narbonne, Francja
- Ringelsdorf-Niederabsdorf, Austria
- Spitz, Austria
- Stauchitz, Saksonia

## Galeria

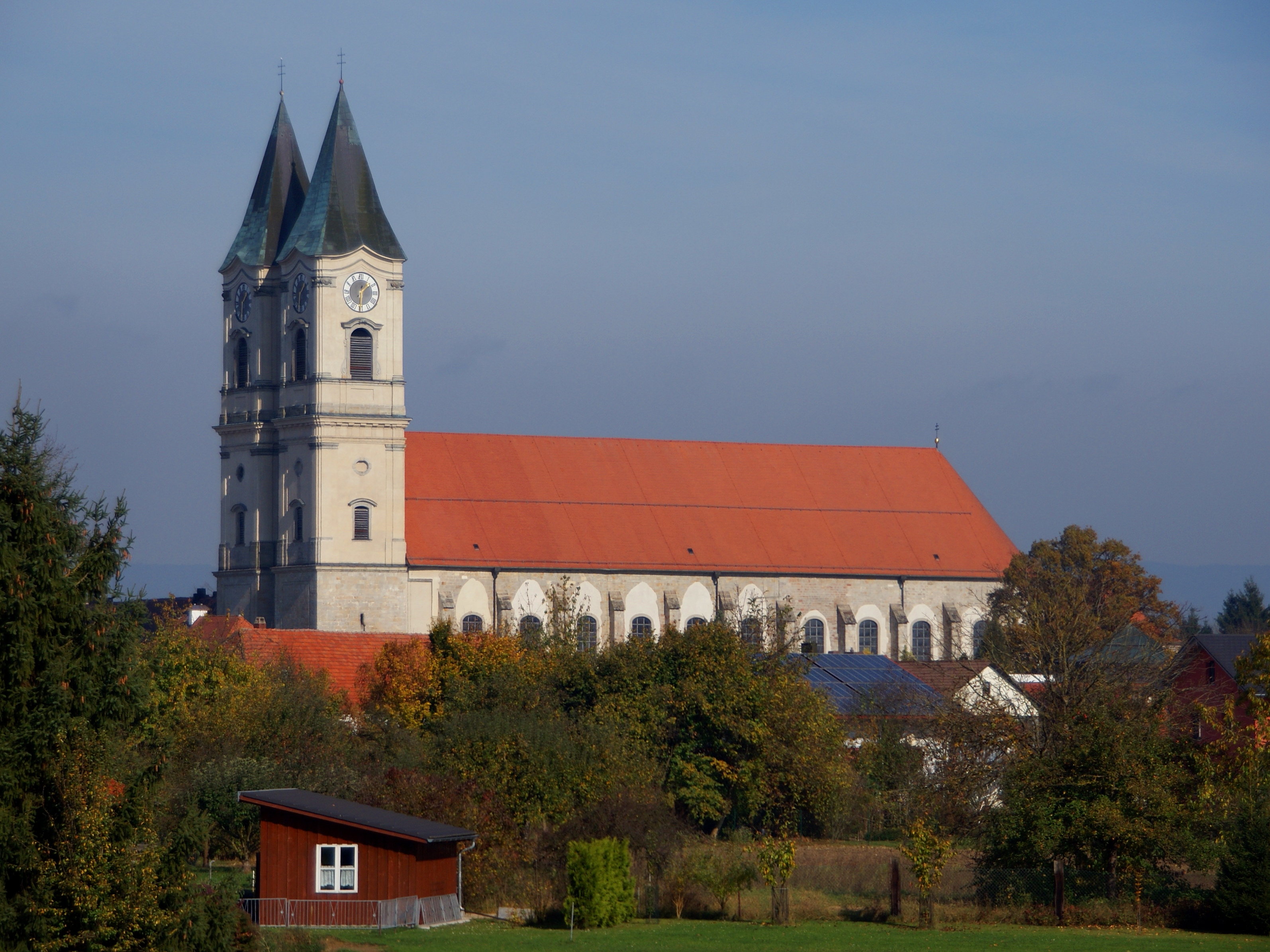
Opactwo Niederalteich, kościół klasztorny
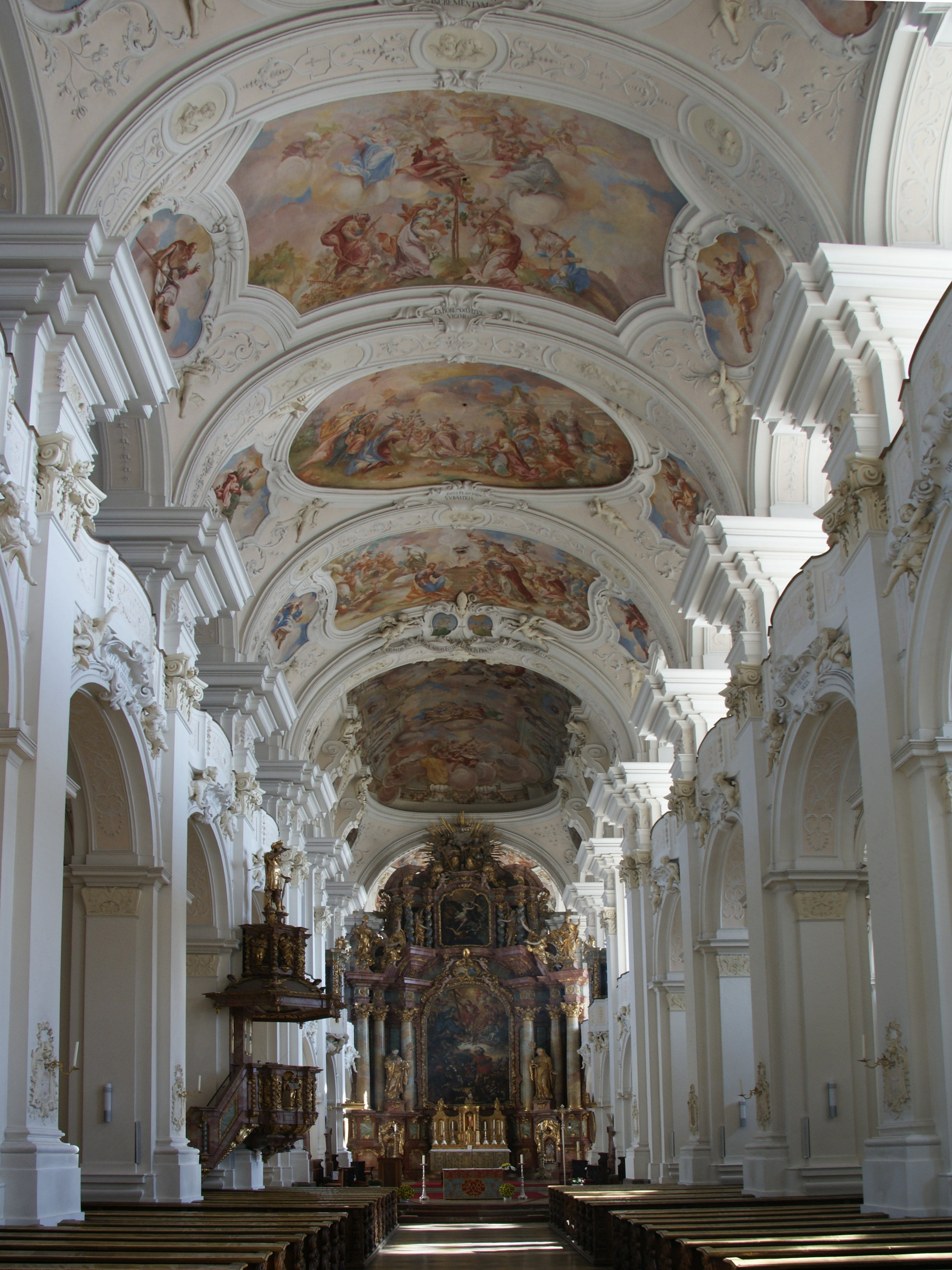
Opactwo Niederalteich, wnętrze kościoła